# Fournier et Marcadier

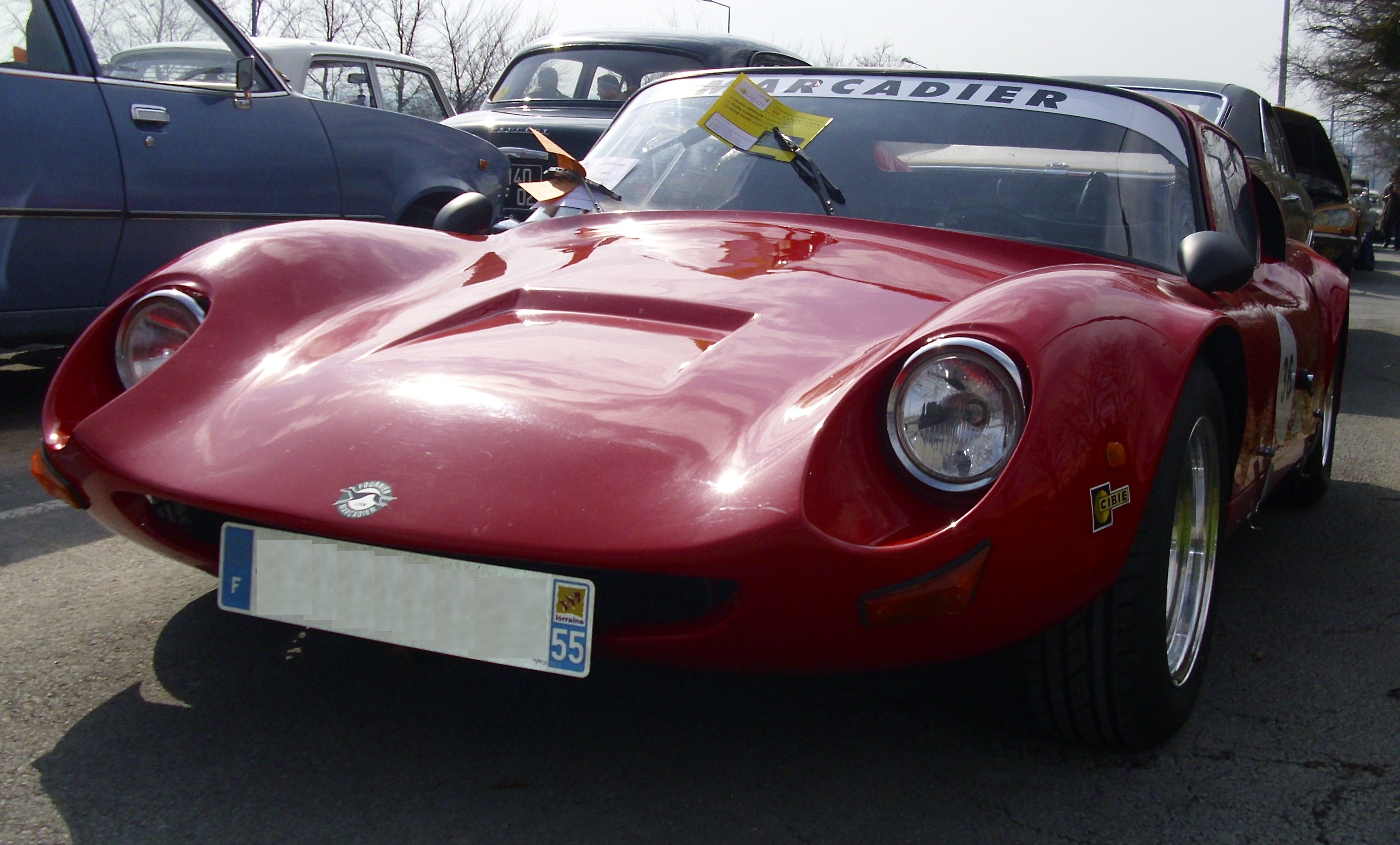
Fournier-Marcadier Barzoi

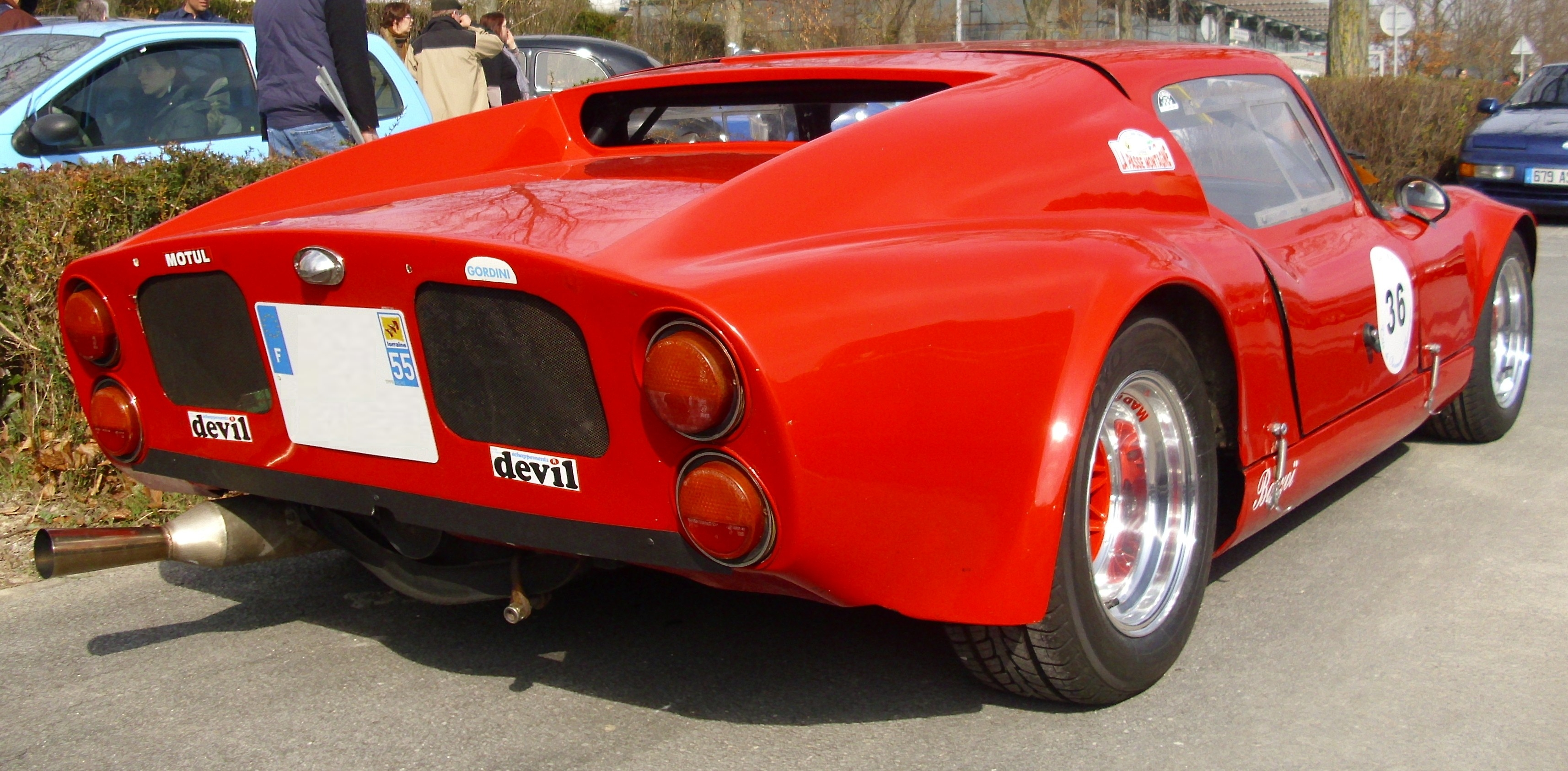
Heckansicht

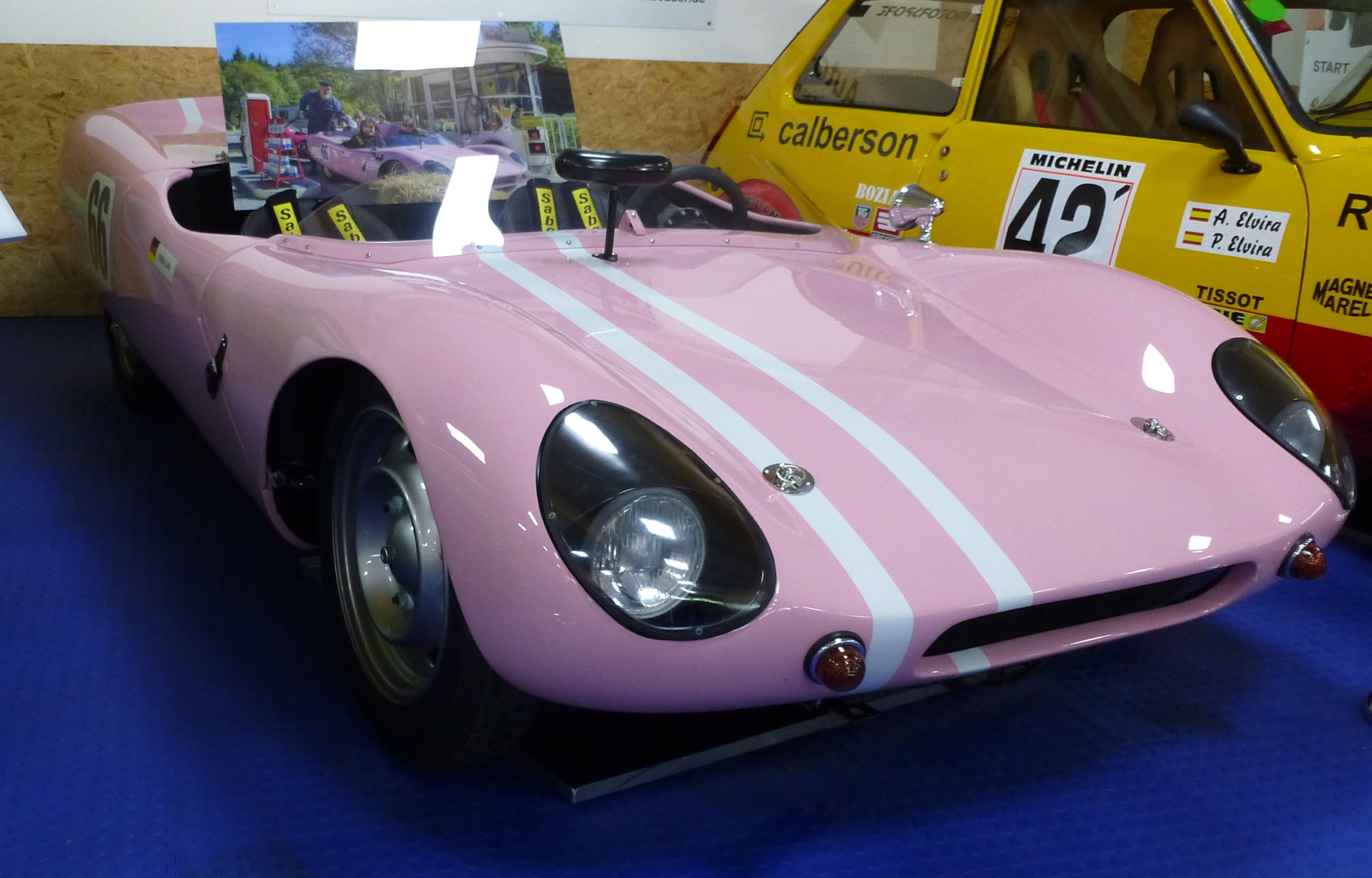
Fournier-Marcadier Barquette

Fournier et Marcadier war ein französischer Hersteller von Automobilen.

## Unternehmensgeschichte
Marcel Fournier und André Marcadier gründeten 1963 das Unternehmen in Lyon und begannen mit der Produktion von Rennwagen. Der Markenname lautete Fournier-Marcadier. 1967 erfolgte der Umzug nach Mions. Im gleichen Jahr begann die Produktion von Straßenfahrzeugen, die auch als Kit Car erhältlich waren. 1969 trennten sich die beiden Partner. Unter Leitung von André Marcadier wurde 1970 aus dem Unternehmen Automobiles Marcadier. Insgesamt entstanden etwa 110 Fahrzeuge.

## Fahrzeuge

### Rennsportwagen
Die Barquette FM war ein offener, zweisitziger Rennsportwagen. Der Vierzylindermotor stammte vom Renault 8 und war in Fahrzeugmitte montiert. Der Radstand betrug 227 cm. Der Bausitz kostete 1965 6700 Französische Franc. Zwischen 1963 und 1966 entstanden etwa 60 Bausätze.

### Monoposto
Der Monoplace ARAL aus den Jahren 1966 bis 1969 war ein einsitziger Rennwagen, der für die spätere Formule France gefertigt wurde. Motor, Motoranordnung und Radstand entsprachen der Barquette FM. Das Unternehmen fertigte etwa 20 Fahrzeuge.

### Straßenfahrzeuge
Das einzige Modell für die Straße war der Barzoi. Dies war ein Coupé mit Flügeltüren auf einem Rohrrahmen. Der Vierzylindermotor mit 1000 cm³ bis 1600 cm³ Hubraum war in Fahrzeugmitte montiert und stammte vom Renault 8 Gordini. Bei einem Radstand von 227 cm und einer Spurbreite von etwa 136 cm waren die Fahrzeuge 360 cm lang, 156 cm breit und 98 cm hoch. Zwischen 1967 und 1969 entstanden etwa 30 Fahrzeuge.